# Echidna nebulosa
Echidna nebulosa is een straalvinnige vis uit de familie van de murenen (Muraenidae), orde palingachtigen (Anguilliformes). De soort komt voor in de Grote Oceaan en de Indische Oceaan.

## Beschrijving

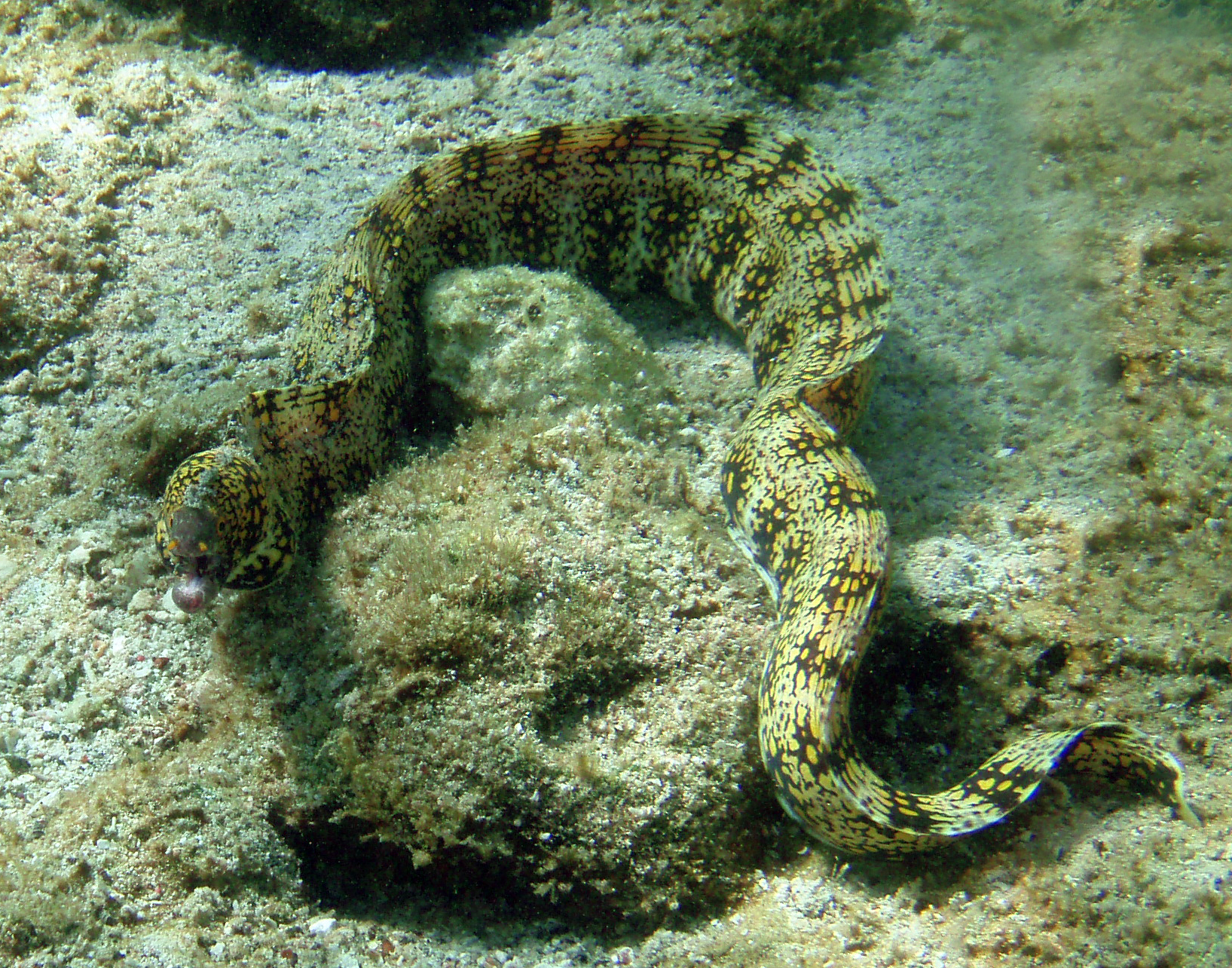
Echidna nebulosa in Kona

Echidna nebulosa kan een maximale lengte bereiken van 100 centimeter. Van de zijkant gezien heeft het lichaam van de vis een aalachtige vorm, van voren gezien is de vorm het best te typeren als gedrongen. De kop is duidelijk convex. De ogen zijn symmetrisch en normaal van vorm.
De vis heeft één rugvin en één aarsvin, zonder stekels of vinstralen.

## Leefwijze
Echidna nebulosa is een zoutwatervis die voorkomt in tropische wateren. De soort is voornamelijk te vinden in kustwateren op een diepte van 2 tot 30 meter.
De vis is een jager. Het dieet bestaat hoofdzakelijk uit macrofauna en vis.

## Relatie tot de mens
Echidna nebulosa is voor de visserij van beperkt commercieel belang. De soort wordt gevangen voor commerciële aquaria.
De soort staat niet op de Rode Lijst van de IUCN.